# Un Natale un po' speciale
Albums de Charles Aznavour
Charles Aznavour (Compagno)
(1978) Ave Maria
(1979)
Un Natale un po' speciale (Un Noël un peu spécial) est le 9e[réf. souhaitée] album studio italien de Charles Aznavour, il est sorti en 1978.

## Liste des titres[2]
| No  | Titre                                                  | Durée |
| --- | ------------------------------------------------------ | ----- |
| 1.  | Un Natale un po' speciale : Noël à Paris               | 2:28  |
| 2.  | Proprio non lo so : Je ne comprends pas                | 3:20  |
| 3.  | Natale tempo fa : Noël d'autrefois                     | 3:52  |
| 4.  | Natale 'Chez Mimi' : Noël au saloon                    | 2:14  |
| 5.  | Ave Maria : Avé Maria                                  | 5:00  |
| 6.  | Papà Calypso : Papà Calypso                            | 3:28  |
| 7.  | C'è un bambino che : Un enfant est né                  | 2:48  |
| 8.  | Come cade la neve : Comment c'est fait la neige ?      | 3:18  |
| 9.  | Un bambino a Natale da te : Un enfant de toi pour Noël | 3:26  |
| 10. | Osanna : Hosanna                                       | 2:35  |